# Flora Murray
Flora Murray (8 de mayo de 1869 – 28 de julio de 1923) fue una doctora en medicina británica, miembro de la "Unión Social y Política de la Mujer".

## Biografía

### Primeros años
Flora nació en Murraythwaite, Escocia, hija de John Murray y Grace Harriet Graham. Asistió a la Escuela de Medicina para Mujeres en Londres y finalizó sus estudios en la Univerisad de Durham. Trabajó algunos años en Escocia antes de regresar a Londres. 

### Medicina
En 1905 Murray fue oficial médica en el hospital para niños de Belgrave, y luego se desempeñó como anestesista en el Hospital para Mujeres de Chelsea.

### Sufragismo
Se unió a la "Unión Social y Política de la Mujer" en 1908, desempeñando sus oficios médicos entre los militantes. Fue oradora, marchó en manifestaciones y realizó pruebas de primeros auxilios entre los sufragistas, acompañada de Emmeline Pankhurst y otras huelguistas luego de su salida de prisión.

### Hospital de Mujeres para Niños
En 1912 fundó el Hospital de Mujeres para Niños, en 688 Harrow Road, con la doctora Louisa Garrett Anderson. Proveía servicios de salud a los niños de escasos recursos del área, y le dio oportunidad a las doctoras mujeres de ganar experiencia en pedatría.

### Primera Guerra Mundial
En la Primera Guerra Mundial sirvió en Francia con el Cuerpo Hospital de Mujeres. Junto a su pareja, la Dra. Louisa Garrett Anderson, estableció hospitales militares para el ejército francés en París y Wimereux. Sus propósitos al principio fueron denegados por el ejército británico, pero eventualmente se le permitió continuar con su labor.

### Muerte
Sus restos yacen en la Iglesia de la Santísima Trinidad junto a los de su colega Louisa Garrett Anderson en Penn, Buckinghamshire. 